# Srbica (Macedonia Północna)
Srbica (maced. Србица, alb. Sërbica) – wieś w Macedonii Północnej, administracyjnie należy do gminy Osłomej.

## Położenie geograficzne
Wieś znajduje się 2 km na północny wschód od Osłomej i 10 km od wsi Srbinowo. Panuje tu klimat umiarkowany kontynentalny.
Skład etniczny (2002):
- Albańczycy – 1 859
- pozostali – 3